# هيل سورينسن
هيل سورينسن هي دراجة دنماركية، ولدت في 22 مايو 1963 في Ringsted ‏ في الدنمارك.

## وصلات خارجية
- هيل سورينسن على موقع أرشيف الدراجات (الإنجليزية)
- هيل سورينسن على موقع إحصائيات الدراجات الإحترافية (الإنجليزية)
- هيل سورينسن على موقع اللجنة الأولمبية الدولية (الإنجليزية)
- هيل سورينسن على موقع أوليمبيديا (الإنجليزية)